# Grupo unitário
Em matemática, grupo unitário de grau n — indicado por "U(n)" — é o grupo das matrizes unitárias de ordem n que tem como operação de grupo a multiplicação matricial. O grupo unitário é um grupo de Lie de dimensão n2.